# Live 2001
Live 2001 er titlen på Danser med Drenges femte album, som blev udsendt i oktober 2001 af bandets eget selskab, Glad Grammofon, i samarbejde med det svenske selskab Bonnier Music.
Albummet er optaget ved koncerter på tre mindre spillesteder i Haderslev, Kolding og Helsingør samt på Skanderborg Festival 2001. Coveret viser en glad sangerinde Rie Rasmussen foran en flok jublende tilhørere.
Musikken er et sammenklip af optagelser fra spillestederne og indeholder udover DmDs kendte sange også et ekstra nummer fra Klaus Kjellerups og Stanley Møllers tid i Tøsedrengene: "Sig du ka' li' mig", som Stanley og Rie Rasmussen synger i duet fra Toldkammeret i Helsingør.
Albummet markerer starten på gruppens status som live-orkester: De nye folk i bandet er keyboardmanden Morten Bolvig - også kendt som "Oberst Bolvig", som er trådt ind i stedet for Simon West. Ny trommeslager er Esben Duus.
Samtidig markerer albummet starten på en optur for Danser med Drenge, som først nåede sin top mange år senere. Ved udgivelsen i 2001 stod bandet imidlertid på bunden efter skuffelsen med det tidligere album Popsamling.
Albummet blev udsendt som "limited edition" i kun 5.000 nummererede eksemplarer, og ved udgivelsen måtte bandet selv samle de første 500 covere og CD'er i plastikæskerne, fordi albummerne ikke var samlede, da de kom fra fabrikken. De nummererede eksemplarer blev dog udsolgt, så nye ikke-nummererede eks blev trykt op i de følgende år, som også udsolgtes, inden CD'en udgik.

## Tracks
1. "Intro Skanderborg v. Frank Megabody" - [0:23]
2. "Aldrig udvære dig" – (Kjellerup) [4:32]
3. "Læn dig tilbage" - (Kjellerup) [5:22]
4. "Ting, som jeg aldrig turde sige" - (Stanley, Kjellerup) [4:52]
5. "Et lysår - en stjerne" - (Hagen, Michelsen) [6:02]
6. "Grib chancen" - (Kjellerup) [4:35]
7. "Rejs dig op og kom videre" - (Kjellerup, Trier) [5:00]
8. "De gamle onkler" - [0:30]
9. "Hvem skal vi rakke ned?" – (Kjellerup, Trier) [4:15]
10. "Kære Lillesøster" – (Lopez, Grøntved, Dalgård, Kjellerup) [4:59]
11. "Er der nogen i himlen?" – (Kjellerup) [6:52]
12. "Hvorlænge vil du ydmyge dig?" – (Kjellerup) [5:59]

Ekstra-numre:
1. "Bange for at miste dig" – (Mejlvang, Kjellerup) [3:21]
2. "Sig du ka' li' mig" – (Kjellerup, Michelsen) [4:48]
3. "Ud under åben himmel" – (Kjellerup, Michelsen) [6:03]

## Musikere (band)
- Rie Rasmussen (vokal)
- Klaus Kjellerup (bas, guitar, kor)
- Henrik Stanley Møller (el-piano, kor)
- Steffen Qwist (lead guitar)
- Morten Bolvig (keyboards, orgel)
- Esben Duus (trommer)